# Tempio del Cielo
Il Tempio del Cielo (zh. 天壇T, 天坛S, TiāntánP, in manciù: Abkai mukdehun,  "Altare del Cielo" in entrambe le lingue), è un complesso di edifici templari che si trova nella parte meridionale di Pechino, nel distretto di Xuanwu. Il tempio era usato per il culto officiato dall'imperatore al "Cielo" (Tian), la divinità suprema della religione tradizionale cinese, il quale teneva cerimonie di sacrificio (祭天 jìtiān) per invocare la tempestività di vento e pioggia e la pace sotto il Cielo. Inoltre l'imperatore della Cina era chiamato “figlio del Cielo” (zh. 天子T, TiānzǐP), governando in questa veste il popolo ed il paese. Dagli anni 2000 è di nuovo usato per sacrifici annuali al Cielo praticati dai confuciani.

## Storia
La costruzione del Tempio del Cielo iniziò nel 1420 per volontà degli imperatori della dinastia Ming che vi si recavano periodicamente per assolvere sacrifici rituali propiziatori in ragione della natura "celestiale" dell'autocrazia sinica. I successivi monarchi della dinastia Qing mantennero l'usanza.
Il tempio sorse in uno spazio relativamente privo di abitazioni, poi circoscritto nel XVI secolo nella cinta muraria estera di Pechino (la c.d. "Città Esterna") che inglobava la parte meridionale del recinto templare. Il circondario restò semi-deserto sino al XX secolo tanto che, durante la Ribellione dei Boxer, quivi vennero stanziate le forze lealiste dei "Kansu Braves".

## Descrizione
Il complesso si estende su di un'area di 2,73 chilometri quadrati e comprende tre gruppi principali di costruzioni: 
- Altare circolare (圜丘坛): una piattaforma circolare di tre piani, ognuno dei quali circondato da una balaustrata in pietra, che costituiva la zona centrale dei sacrifici imperiali al Cielo: i quali si tenevano in generale prima dell'alba del solstizio d'inverno (verso il 22 dicembre), ed erano presieduti dall'imperatore. A sud-est dell'altare si trova una serie di speciali bracieri, che servivano a bruciare gli animali, le giade e le sete offerti in sacrificio.
- Tempio del Dio dell'universo (皇穹宇): un edificio circolare a un solo tetto spiovente, costituito di un solo piano di marmo. Qui venivano riposti gli altari quando non erano in uso. Inoltre è circondato da un muro circolare, chiamato Muro dell'eco, perché se si parla a bassa voce ad una delle estremità si può essere sentiti dall'altro capo.
- Sala della Preghiera per i Buoni Raccolti (祈年殿), una grande struttura circolare a tre cornicioni eretta su una terrazza circolare a tre piani. Qui l'imperatore pregava per il buon raccolto estivo, di conseguenza l'edificio ha rapporto con la cultura agricola, ad esempio le quattro colonne interne più alte si dice rappresentino la primavera, l'estate, l'autunno e l'inverno; gli antichi cinesi suddividevano il giorno in 12 periodi, per cui le 12 colonne che sostengono il primo cornicione rappresentano i 12 periodi, mentre le 12 colonne mediane indicano i 12 mesi dell'anno, per un totale di 24 colonne, simbolo dei 24 periodi del calendario lunare.

A parte l'Altare del Cielo e il Tempio della Preghiera per il Buon Raccolto, i principali del complesso, all'interno della porta ovest si trovano ancora il cortile della musica sacra e le stalle degli animali sacrificali: il primo ospitava i musicisti e nel secondo erano allevati gli animali da sacrificare.
Il tempio è circondato da lunghe mura, costituite principalmente da una parte settentrionale, con una forma semicircolare, e da una parte meridionale, con una conformazione quadrata. Questa disposizione racchiude al suo interno tutta l’ideologia cinese secondo la quale la terra è quadrata e il cielo è rotondo.
Nella costruzione del Tempio del Cielo, gli antichi maestri artigiani hanno dato prova di un'abilità impareggiabile, con enormi risultati ad esempio dal punto di vista dei colori degli edifici. Gli edifici imperiali utilizzano per lo più tegole di maiolica gialla, simbolo del potere imperiale, invece negli edifici del Tempio del Cielo gli artigiani hanno utilizzato tegole del colore del Cielo, ossia blu, come colore principale. Nel 1998 il Tempio del Cielo è stato inserito nel Patrimonio dell'umanità UNESCO.

## Galleria d'immagini

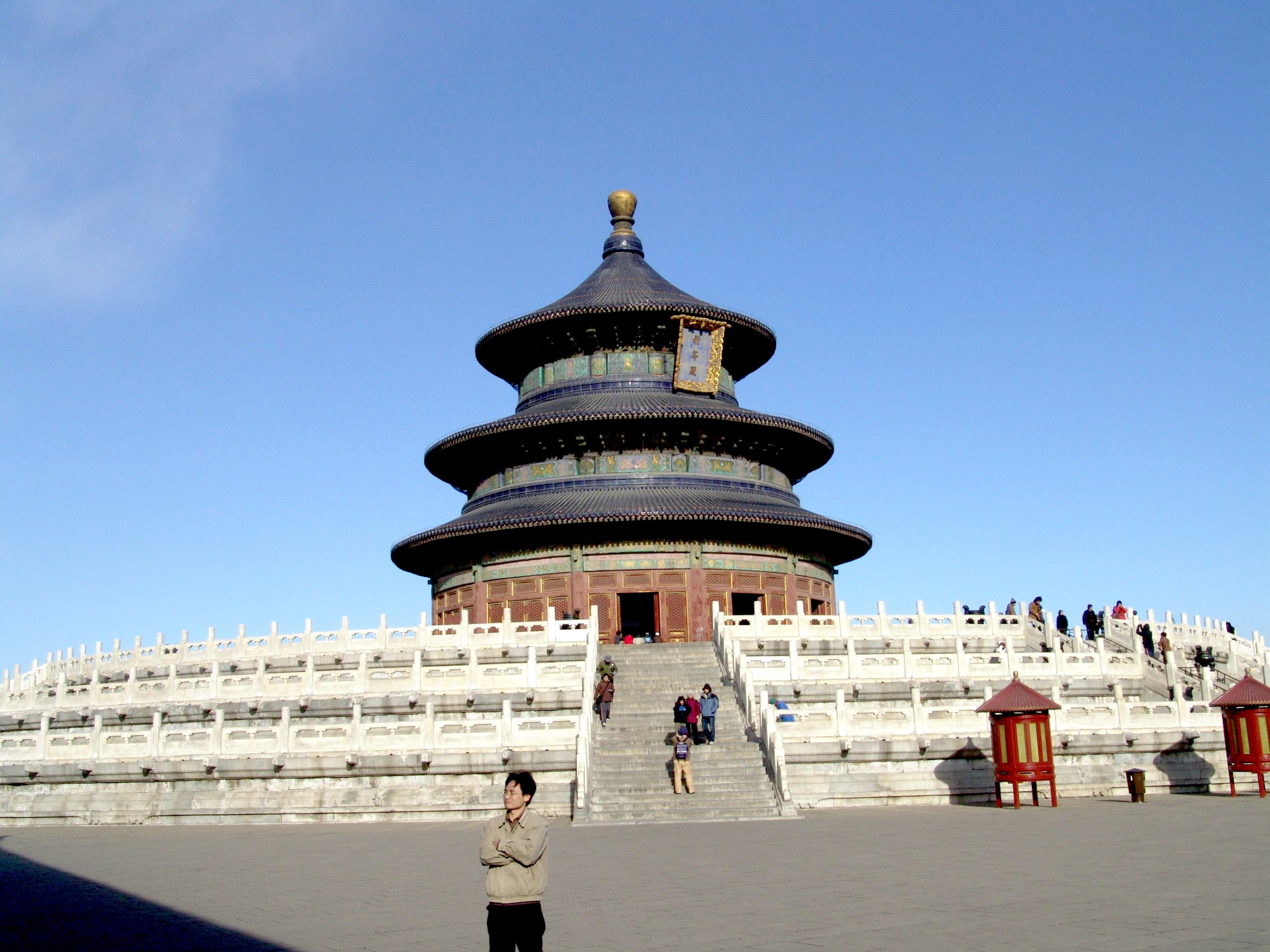
La Sala della Preghiera per i Buoni Raccolti
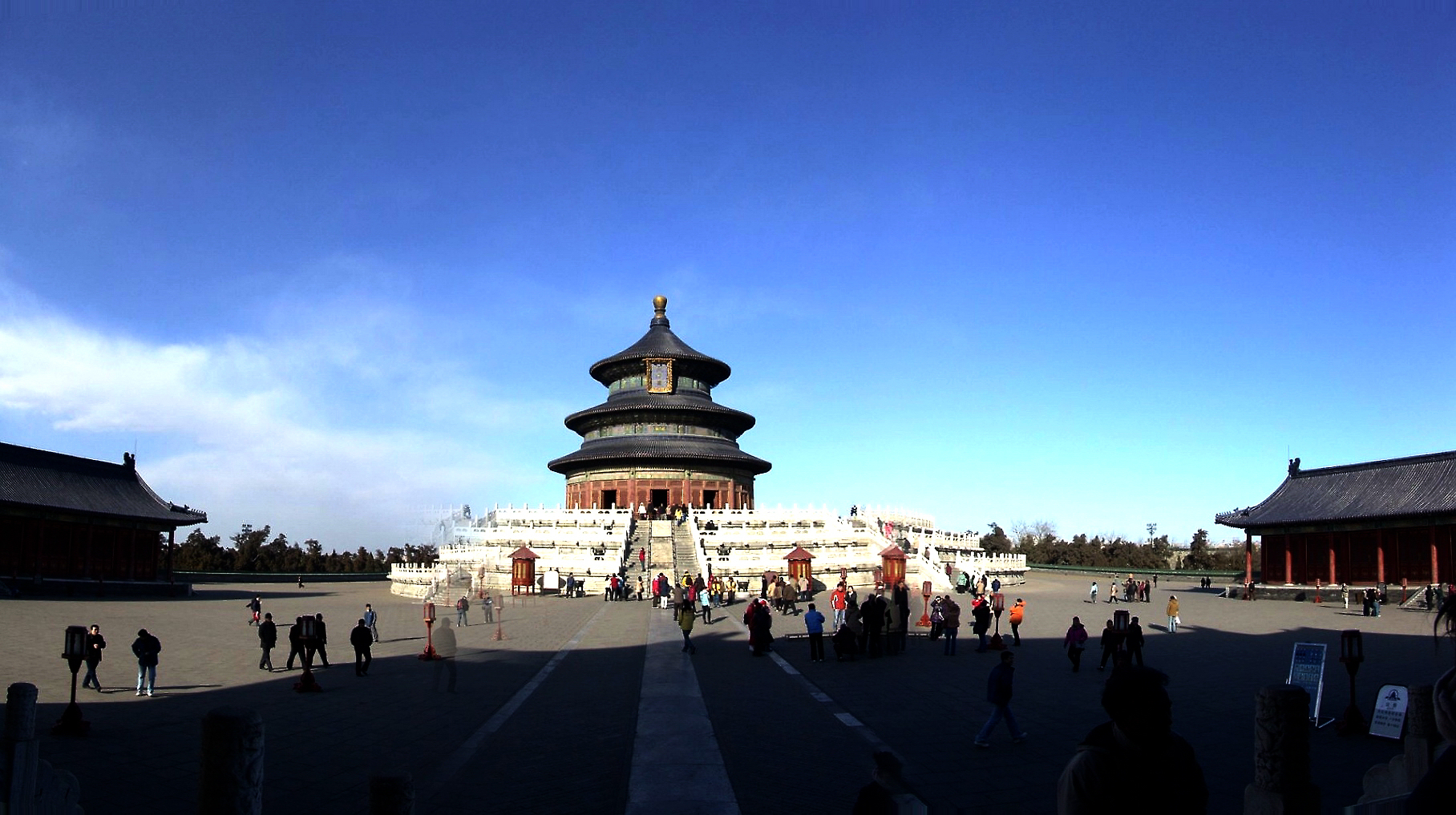
Un cortile all'interno del Tempio del Cielo
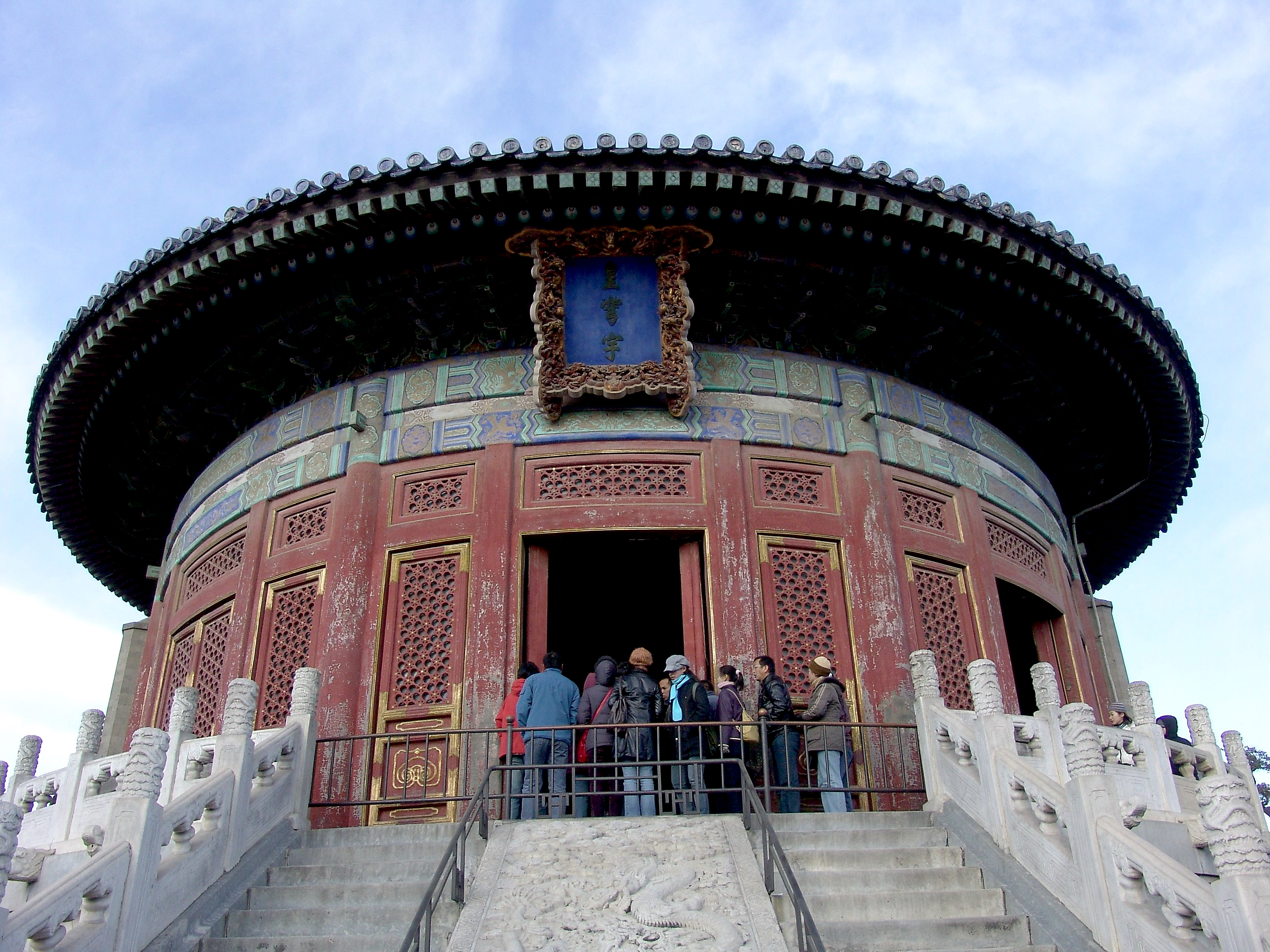
La volta imperiale del Cielo
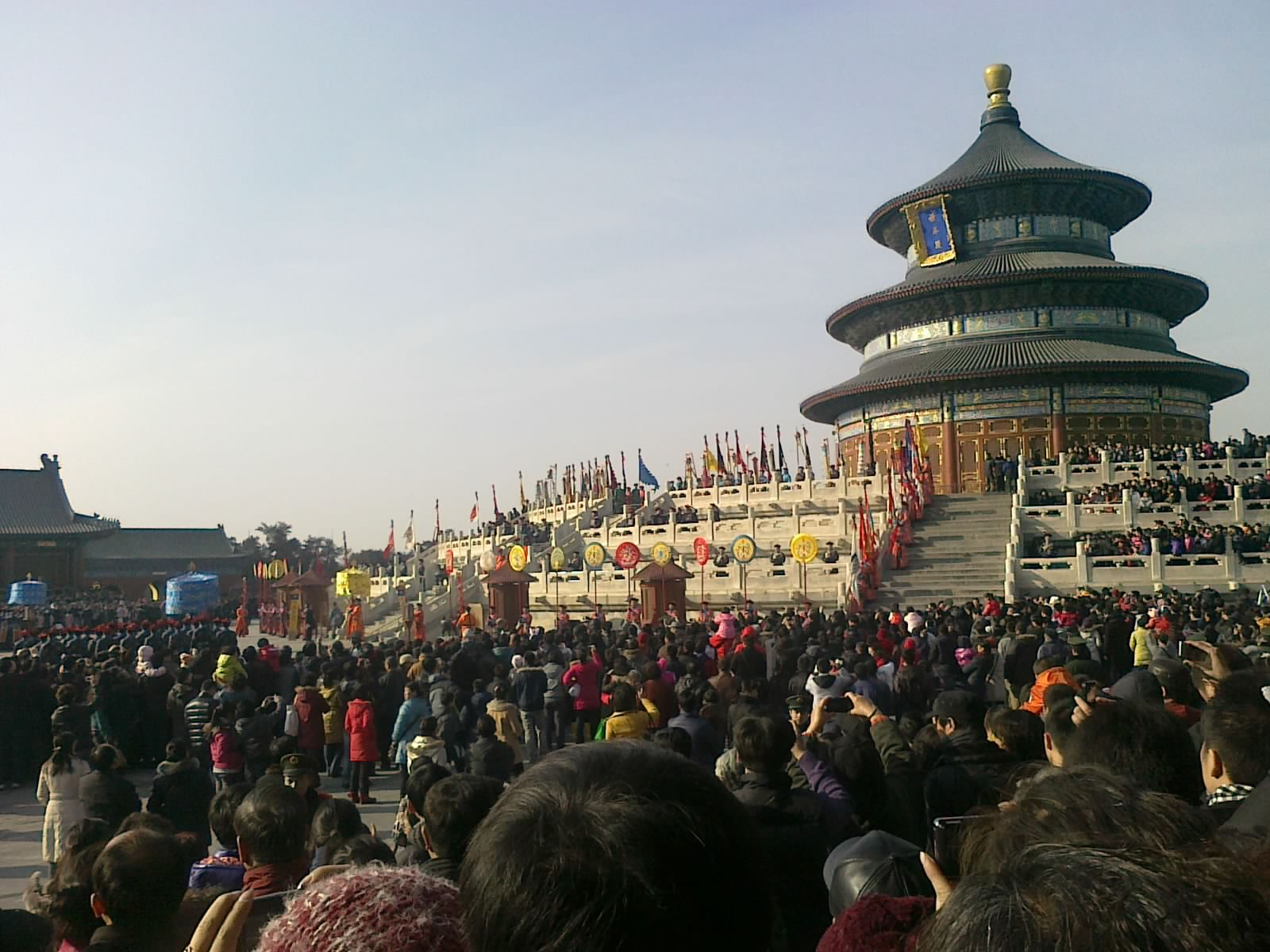
Sacrificio al Cielo (祭天 jìtiān) annuale (2011)